# Mycetagroicus urbanus
Mycetagroicus urbanus is een mierensoort uit de onderfamilie van de Myrmicinae. De wetenschappelijke naam van de soort is voor het eerst geldig gepubliceerd in 2001 door Brandão & Mayhé-Nunes.